# Jasuhiro Jamašita
Jasuhiro Jamašita (1. června 1957 Jamato, Japonsko) je bývalý japonský zápasník–judista, všeobecně považovaný za největšího japonského judistu všech dob. Je devítinásobným mistrem Japonska v kategorii bez rozdílu vah, olympijský vítěz a trojnásobný mistr světa v těžké váze.

## Sportovní kariéra
S judem začínal na základní škole v rodné horské obci Jamato v prefektuře Kumamoto v deseti letech. V dětství poutal pozornost zavalitou postavou a záhy si ho vyhlédl sensei úspěšného školního týmu v hlavním městě regionu Kumamoto Reisuke Širaiši. Po dlouhém přemlouvání ho sensei Širaiši s rodiče přemluvili k přesunu do Kumamota, kde se judu začal věnovat vrcholově. V tomto období získal své stravovací návyky, které novinářům popisoval jeho blízký přítel, osobní trenér (spartingpartner) a tiskový mluvčí Radomir Kovačević. Sensei Širaiši s ním měl velké plány a během čtyř let ho vykrmil na váhu až 130 kilogramů. Jeho rozměry neunikly pozornosti skautů daleko bohatšího sportu sumó, ale zisk zlaté olympijské medaile ho přiměl u juda vydržet. V sedmnácti letech ho zlákalo lepší tréninkové zázemí univerzity Tókai v Tokiu, kde nejprve dokončil středoškolská studia na Tókai Sagami.
Na univerzitě Tókai se ho ujal dvojnásobný mistr světa Nobujuki Sató, pod jehož vedením se v roce 1975 dostal do japonské seniorské reprezentace. Pod vedením Nobujuki Satóa zdokonalil své ne-waza (boj na zemi), ale především se naučil stabilizovat svoji váhu (cca 125 kg), při které zvládal fyzicky náročné, taktické zápasy s evropskými obranáři. Proti Evropanům, jejichž fyzické dispozice činily japonským těžkým vahám od šedesátých let nemalé problémy (Nizozemci, Sověti, Němci) mu pomohl i skoro dvoumetrový Srb Radomir Kovačević, který na univerzitě Tókai studoval. Od října 1977 se datovala jeho neporazitelnost, která trvala do konce jeho sportovní kariéry v roce 1985 a činí 203 vyhraných zápasů v řadě. Do této bilance se počítá 7 remíz, které v judu znamenají vítězství/prohra po hantei (praporky).
Jeho mezinárodní sportovní kariéru do velké míry ovlivnila politika konce sedmdesátých a začátku osmdesátých let – olympijské hnutí versus profesionalismus ve sportu, studená válka, vzestup politiky Číny, rasismus. V roce 1976 se jako junior do japonského olympijského týmu pro olympijské hry v Montréalu nevešel. V roce 1977 ho o účast na později zrušeném mistrovství světa v Barceloně připravily spory Španělska s Mezinárodní judistickou federací. V roce 1980 ho o účast na olympijských hrách v Moskvě připravil bojkot zemí sympatizujících s politikou Spojených států amerických. Nevyřešenou otázkou tak zůstalo v jaké formě by na olympijských hrách v Moskvě startoval. Dva měsíce před začátkem soutěží si koncem května, během japonského mistrovství těžkých vah v zápase s Sumio Endóem zlomil levý kotník..
V roce 1984 startoval na svých prvních olympijských hrách v Los Angeles. Cestu za vysněnou zlatou olympijskou medailí mu neulehčil ani bojkot zemí Východního bloku. V zápase druhého kola s Němcem Arthurem Schnabelem si natáhl pravý lýtkový sval. V zápalu boje zápas dokončil vítězstvím na submisi škrcením. V semifinále však viditelně kulhal a Francouz Laurent Del Colombo se toho snažil hned v úvodu využít pravým útokem o-soto-gari, který jen s problémy ustál. Ve druhé minutě zápasu vykouzlil své překrásné o-uči-gari, poslal Francouze na zem a nasadil mu osae-komi. Ve finále proti Egypťanu Mohamedu Rašvánovi po minutě boje okontroval jeho pokus o levé o-soto-gari a na zemi mu nekompromisně nasadil osae-komi. Získal zlatou olympijskou medaili.
V roce 1985 po sérii vleklých zranění oznámil v 28 letech v červnu konec sportovní kariéry. Po skončení sportovní kariéry pracoval jako asistent a později jako profesor na univerzitě Tókai. Působil u japonské seniorské reprezentace, je pravidelně volen do komisí v Mezinárodní judistické federaci. Je držitelem 8 danu.
Jamašitovo kouzlo osobnosti nespočívalo jen v jeho šibalském úsměvu. Žádný jiný japonský judista nevyhrál vysoce prestižní japonské mistrovství bez rozdílu vah tolikrát co on. Všech svých sportovních úspěchů dosáhl svojí technickou vybaveností jak v postoji tak na zemi, zápasnickým entusiasmem, ale i taktikou. Byl mistrem kontrachvatů. Jako pravák bojoval z levého úchopu, na který ho přeorientoval jeho první sensei Širaiši. Na těžkou váhu se uměl pohybovat a pro většinu soupeřů byla smrtící jeho kombinace levých aši-waza (o-uči-gari, o-soto-gari, sasae apod.) s technikami v boji na zemi.

## Výsledky

### Váhové kategorie
| Olympijské hry       |   | —  |    |    |    | —  |    |    |    | — |   |  |  |  |  |  |  |  |  |  |  |  |
| Mistrovství světa    | — |    |    |    | 1. |    | 1. |    | 1. |   | — |  |  |  |  |  |  |  |  |  |  |  |
| Mistrovství Japonska | ? | 3. | 1. | 1. | 1. | 1. | —  | 1. | 1. | — | — |  |  |  |  |  |  |  |  |  |  |  |
| MS juniorů           |   | 1. |    |    |    |    |    |    |    |   |   |  |  |  |  |  |  |  |  |  |  |  |

### Bez rozdílu vah
| Turnaj               | 1975 | 1976 | 1977 | 1978 | 1979 | 1980 | 1981 | 1982 | 1983 | 1984 | 1985 |
| Turnaj               | 18   | 19   | 20   | 21   | 22   | 23   | 24   | 25   | 26   | 27   | 28   |
| -------------------- | ---- | ---- | ---- | ---- | ---- | ---- | ---- | ---- | ---- | ---- | ---- |
| Olympijské hry       |      | —    |      |      |      | —    |      |      |      | 1.   |      |
| Mistrovství světa    | —    |      |      |      | —    |      | 1.   |      | —    |      | —    |
| Mistrovství Japonska | 3.   | ?    | 1.   | 1.   | 1.   | 1.   | 1.   | 1.   | 1.   | 1.   | 1.   |

## Podrobnější výsledky

### Olympijské hry
| Rok      | Kategorie       |  | 1/16          | čtvrtfinále       | semifinále           | finále          |
| -------- | --------------- |  | ------------- | ----------------- | -------------------- | --------------- |
| LOH 1984 | bez rozdílu vah |  | výhra L. Coly | výhra A. Schnabel | výhra L. Del Colombo | výhra M. Rašván |

### Mistrovství světa
| Rok     | Kategorie  |  | 1/32              | 1/16             | čtvrtfinále       | semifinále     | finále            |
| ------- | ---------- |  | ----------------- | ---------------- | ----------------- | -------------- | ----------------- |
| MS 1979 | těžká váha |  | výhra Gowok       | výhra Korocu     | výhra I. Varga    | výhra A. Ťurin | výhra J.-L. Rougé |
| MS 1981 | těžká váha |  | výhra K. Gíslason | výhra J. Salonen | výhra P. Soler    | výhra Čo J.-č. | výhra G. Veričev  |
| MS 1983 | těžká váha |  | volný los         | výhra W. Reszko  | výhra C. Biktašev | výhra H. Stöhr | výhra W. Wilhelm  |

### Mistrovství světa - bez rozdílu vah
| Rok        |  | 1/64      | 1/32           | 1/16            | čtvrtfinále           | semifinále        | finále          |
| ---------- |  | --------- | -------------- | --------------- | --------------------- | ----------------- | --------------- |
| MSbrv 1981 |  | volný los | výhra L. Moura | výhra M. Berger | výhra R. Van de Walle | výhra D. Mitchell | výhra W. Reszko |